# Martin Faško-Rudáš
Martin Faško-Rudáš (* 10. August 2000 in Banská Bystrica) ist ein slowakischer Eishockeyspieler, der seit 2021 bei Bílí Tygři Liberec in der tschechischen Extraliga spielt.

## Karriere
Martin Faško-Rudáš stammt aus dem Nachwuchs des HK Brezno, ehe er im Jahr 2015 zum HK Dukla Trenčín wechselte, wo er ebenfalls im Juniorenbereich aktiv war und 2017 slowakischer U18-Meister wurde. 2016 wählten ihn die Cedar Rapids RoughRiders beim USHL Entry Draft in der 17. Runde als insgesamt 278. Spieler aus, er blieb aber noch in der Slowakei. Ein Jahr später wurde er von den Everett Silvertips aus der Western Hockey League beim CHL Import Draft in der ersten Runde an insgesamt 58. Position ausgewählt. Für die Silvertips spielte er zweieinhalb Jahre, bevor im Januar 2021 zum Ligakonkurrenten Saskatoon Blades wechselte, wo er die Saison beendete. Nachdem er die Spielzeit 2020/21 beim HC 05 Banská Bystrica in seiner Geburtsstadt verbracht hatte, wechselte er 2021 zu Bílí Tygři Liberec in die tschechischen Extraliga.

### International
Für die Slowakei nahm Faško-Rudáš im Nachwuchsbereich am Europäischen Olympischen Winter-Jugendfestival 2017 im türkischen Erzurum und mit der slowakischen U20 an der Junioren-Weltmeisterschaft 2020 teil. 
Sein erstes großes internationales Turnier im Seniorenbereich absolvierte der Flügelstürmer mit der slowakischen Nationalmannschaft bei der Weltmeisterschaft 2021. Zudem gehörte er zum slowakischen Aufgebot beim Deutschland Cup 2022 und 2023.

## Erfolge und Auszeichnungen
- 2017 Bronzemedaille beim Europäischen Olympischen Winter-Jugendfestival 2017
- 2017 Slowakischer U18-Meister mit dem HK Dukla Trenčín

## Statistik
(Stand: Ende der Saison 2022/23)